# Armstrong Whitworth Ape
L'Armstrong Whitworth Ape fu un aereo sperimentale monomotore, biposto e biplano, sviluppato dall'azienda aeronautica britannica Armstrong Whitworth Aircraft negli anni venti del XX secolo.
Modello dall'insolita configurazione, con fusoliera dalla struttura allungabile e impennaggio modificabile, venne realizzato in soli tre esemplari utilizzato dall'istituto di ricerca britannico Royal Aircraft Establishment (RAE) allo scopo di sperimentare varie teorie sull'aerodinamica con un velivolo destinato all'uso di laboratorio volante.

## Storia del progetto
Nei primi anni venti, gli studi di approfondimento delle varie teorie sull'aerodinamica da parte dello staff tecnico del Royal Aircraft Establishment (RAE) giunsero alla conclusione che, per poter sperimentare direttamente gli effetti delle diverse configurazioni di elementi aeronautici, era necessario disporre di un velivolo appositamente progettato allo scopo, in grado di essere velocemente modificato nella sua struttura per poter essere usato come laboratorio di ricerca durante voli di prova.
A questo scopo venne interpellata la Armstrong Whitworth Aircraft, invitata a fornire un modello di aereo adatto a queste particolari esigenze, il cui ufficio tecnico elaborò un insolito progetto definito "infinitamente regolabile".
Il velivolo era caratterizzato da una fusoliera dalla struttura che poteva essere allungata o accorciata, e che integrava una sezione di coda e un impennaggio anch'essi ampiamente modificabili, con elemento verticale sostituibile e che permettesse di variare l'angolo di incidenza dei piani orizzontali variando la connessione alla fusoliera dell'intera sezione. Anche la velatura era modificabile, con i due piani alari a scalamento positivo che potevano variare la loro reciproca posizione nonché variare inclinazione e angolo di diedro.
La particolare tipologia del velivolo aveva tuttavia delle limitazioni; non consentiva di essere convertito in una configurazione monoplana, né di essere equipaggiato con un motore di elevata potenza, inoltre avendo la sezione di coda ricavata in un unico blocco al variare dell'incidenza degli elementi orizzontali variava anche quello della deriva. La propulsione, affidata ad un radiale Armstrong Siddeley Lynx III, un 7 cilindri raffreddato ad aria da 180 hp (134 kW), risultava sottopotenziata rispetto alle dimensioni e pesi del modello, tanto da non permettere di sfruttare completamente le potenzialità del velivolo. Nel tentativo di risolvere almeno quest'ultimo aspetto, dal secondo prototipo l'aereo venne equipaggiato con una versione sovralimentata del Lynx, tuttavia il maggior peso complessivo dell'unità e della sua accessoristica vanificarono la disponibilità di potenza supplementare.
Al primo prototipo, c/n 144 e immatricolato J 7753 e portato in volo per la prima volta il 5 gennaio 1926, ne seguirono altri due, i c/n 145 e 146 immatricolati rispettivamente J 7754 e J 7755, i quali vennero utilizzati con discontinuità dal personale del RAE per tutto il decennio. Dei tre, il J 7754 venne perso per incidente, gli altri vennero presumibilmente smantellati.

## Utilizzatori
Regno Unito
- Royal Aircraft Establishment